# Power Rangers : Force mystique
Chronologie
 Super Police Delta Opération Overdrive
Power Rangers : Force mystique (Power Rangers Mystic Force) est la 14e saison de la série télévisée américaine Power Rangers, adaptée de la série super sentai japonaise Mahou Sentai Magiranger et produite par la Walt Disney Company. Elle est .
Composée de 32 épisodes, elle a été diffusée aux États-Unis en 2006 et en France en 2007 sur TF1 et Jetix.

## Synopsis
Il y a quelques années, près de 19 ans pour être exact, une grande bataille fit rage dans le Monde de la Magie. Les terribles monstres de l'Outre-Monde ont voulu s'échapper dans le Monde des Humains. Afin d'empêcher une telle catastrophe, Leanbow, Niella, Daggeron, Calindor et les Grands Guerriers mystiques se sont dressés contre Morticon et son armée. Udonna, la femme de Leanbow, a confié son bébé, Bowen, à Daggeron pour qu'il le protège. Calindor, le traître, s'est opposé à lui. Bowen fut abandonné mais, retrouvé par Phineas, il a été conduit dans le Monde des Humains. Calindor et Daggeron se sont retrouvés enfermés et ensorcelés dans une grotte. Pour empêcher le retour du Maître Suprême de l'Outre-Monde, Leanbow s'est sacrifié en s'opposant directement à lui, jusque dans les entrailles de la Terre. Sous les ordres de Leanbow, Niella a scellé les Portes de l'Outre-Monde grâce à ses pouvoirs de Gardienne. Elle y a laissé sa vie, et laissé sa petite fille, Claire, à la charge de sa sœur, Udonna. À grande bataille, grandes pertes, seule Udonna est encore vivante, et récupère les Baguettes magiques des Grands Guerrières mystiques.
19 ans plus tard, Udonna habite à présent dans la forêt de Briarwood. Elle a élevé Claire, et en a fait son apprentie. Elle est à la recherche de son fils, et garde un espoir que son mari soit toujours vivant. Tout semblait bien se passer jusqu'à un puissant tremblement de terre qui a brisé le sort retenant le Mal dans l'Outre-Monde. Le Xenotome, le Livre de l'Inconnu, s'ouvre à la première page pour annoncer l'arrivée de cinq brillants combattants qui deviendront les Power Rangers. Udonna se met alors en quête et parvient à réunir Nick, Vida, Chip, Xander et Madison. La Fée blanche les conduit dans son Royaume, leur explique la situation et leur donne les Baguettes magiques des Grands Guerriers mystiques. Peu rassuré par toute cette histoire de magie, ils partent du Royaume sans leur baguette mais sont rapidement confrontés aux Hidiacs. Heureusement, Udonna possède les pouvoirs du Ranger blanc, se transforme et détruit l'armée. Soudain, Koragg, le Chevalier Loup, s'en prend à elle et lui vole son Sceptre de glace, et ses pouvoirs de Ranger par la même occasion. Nick, ne parvenant pas à déclencher ses pouvoirs tout seul, décide d'abandonner l'équipe et de quitter la ville. En cours de route, il fait demi-tour et revient aider ses nouveaux amis. Il parvient à se transformer en Ranger rouge et repousse les attaques de Koragg. Après leur premier combat, les Rangers se retrouvent au Rock Porium, un magasin de disques branché. Nick est le seul à ne pas y travailler, mais Toby, le patron, l'engage. Une nouvelle équipe est née...

## Distribution

### Rangers mystiques
| Acteurs                                  | Rôles                    | Rangers               | Armes                                                              | Véhicules                               | Armures                                                    | Zords                                   |
| ---------------------------------------- | ------------------------ | --------------------- | ------------------------------------------------------------------ | --------------------------------------- | ---------------------------------------------------------- | --------------------------------------- |
| Firass Dirani (VF : Franck Tordjman)     | Nick Russell / Bowen     | Ranger mystique rouge | Morpher mystique, Sceptre magique, Combattant de la Force mystique | Jet mystique rouge, Moto mystique rouge | Combattant Légendaire rouge, Dragon de feu du Ranger rouge | Phénix mystique, Oiseau de feu mystique |
| Nic Sampson (VF : Brice Ournac)          | Charlie « Chip » Thorn   | Ranger mystique jaune | Morpher mystique, Sceptre magique, Combattant de la Force mystique | Jet mystique jaune                      | Combattant Légendaire jaune                                | Aigle Royal mystique, Lion mystique     |
| Mélanie Vallejo (VF : Laurence Sacquet)  | Madison « Maddie » Rocca | Ranger mystique bleu  | Morpher mystique, Sceptre magique                                  | Jet mystique bleu                       | Combattant Légendaire bleu                                 | Sirène mystique, Lion mystique          |
| Angie Diaz (VF : Philippa Roche)         | Vida Rocca               | Ranger mystique rose  | Morpher mystique, Sceptre magique                                  | Jet mystique rose                       | Combattant Légendaire rose                                 | Esprit mystique, Lion mystique          |
| Richard Brancatisano (VF : Pascal Grüll) | Alexander « Xander » Bly | Ranger mystique vert  | Morpher mystique, Sceptre magique, Combattant de la Force mystique | Jet mystique vert                       | Combattant Légendaire vert, Muscles mystiques              | Minotaure mystique, Lion mystique       |
| John Tui (VF : Vincent Ribeiro)          | Daggeron                 | Chevalier Solaris     | Morpher solaire, Lampe Laser                                       | Tapis volant                            | Mode mystique ancestral                                    | Train solaire                           |
| Peta Rutter (VF : Denise Metmer)         | Udonna                   | Ranger mystique blanc | Sceptre de glace                                                   |                                         |                                                            |                                         |
| Chris Graham (VF : Bernard Tiphaine)     | Leanbow                  | Guerrier Loup         | Morpher du Loup, Épée et Bouclier du feu                           |                                         | Mode mystique ancestral                                    |                                         |

### Amis

#### Dimension magique
- Claire - Gardienne des Portes de l'Outre-Monde (II) (Antonia Prebble) : Claire est une apprentie sorcière qui s'entraîne à Root Core et la nièce d'Udonna, la Ranger mystique blanche. Claire fait souvent des erreurs chaque fois qu'elle utilise la magie, que ce soit un sort qui se retourne contre elle ou une potion qu'elle concocte qui ne fonctionne pas comme prévu. On découvre finalement que Claire est la fille de Niella, la Gardienne des Portes de l'Outre-Monde, et qu'elle reprend ce rôle ainsi que ses pouvoirs après qu'Udonna ait été capturée par Koragg. Cependant, elle perd ces pouvoirs après avoir épuisé le reste de la magie de la Gardienne pour invoquer Catastros. Après la disparition de Leanbow à la suite de l'emprisonnement d'Octomus, elle voyage avec Udonna pour le retrouver jusqu'à ce qu'Udonna soit capturée par Hekatoid, s'associant avec Phineas et Leelee pour la sauver. Finalement, lors de la bataille finale contre Octomus, la Mère mystique fait de Claire une sorcière à part entière.
- Phineas (Kelson Henderson) : Phineas est un hybride troll/gobelin appelé un Troblin qui vit dans les Bois. Il entre souvent en contact avec les Rangers mystiques et les aide s'ils ont besoin d'assistance. Il est révélé plus tard que Phineas est responsable d'avoir amené Bowen, le fils d'Udonna et Leanbow, qui se révèle être Nick Russell, le Ranger mystique rouge, dans le Monde Humain lors de la Grande Bataille. Lorsqu'il tente de sauver Udonna de Hekatoid, il développe des sentiments pour Leelee, la fille de Necrolai, et les deux entament une relation tout en travaillant au Rock Porium. Lors de la bataille finale contre Octomus, il rassemble les habitants des Bois afin de contribuer leur magie aux Rangers mystiques pour qu'ils puissent vaincre Octomus.
- Jenji (Oliver Driver) : Jenji est une créature semblable à un félin qui était autrefois très populaire dans sa patrie jusqu'à ce que le roi Rexigan fasse jeter un sort par une sorcière sur son village, les faisant croire qu'il était maléfique, ce qui le force à fuir sa patrie. Il rencontre ensuite Daggeron alors qu'il tente d'ouvrir une boîte contenant un sort sombre et le sauve en le plaçant dans sa Lampe Laser, le transformant en un puissant génie. Il reste avec Daggeron jusqu'à la Grande Bataille, où il est piégé dans une grotte avec un Calindor momifié et un Daggeron transformé en grenouille. Il est ensuite trouvé par les Rangers mystiques, qui tentent de l'utiliser pour des vœux, mais il les trompe jusqu'à ce qu'il les aide à combattre Imperious. Il se réunit ensuite avec Daggeron après avoir retrouvé sa forme humaine, où il l'assiste dans les combats et dans le Megazord solaire. Jenji est capturé par les Morlocks après que les Rangers mystiques aient tenté de prendre la voie facile en utilisant sa magie, où Imperious souhaite un monde gouverné par les Morlocks. Jenji est libéré après avoir trompé Leelee pour le libérer et après que le Vœu Sombre soit annulé. Jenji continue d'aider Daggeron et les Rangers mystiques à combattre les Morlocks et continue de vivre avec Daggeron après leur défaite d'Octomus.
- Cœur de feu : Cœur de feu est un dragon cracheur de feu que les Rangers mystique trouvent après avoir découvert un coffre au trésor contenant son œuf. Après son éclosion, Claire en prend soin, puis plus tard Phineas pendant un court laps de temps lorsqu'il était bébé, jusqu'à ce qu'il atteigne l'âge adulte. Une fois devenu un dragon adulte, Nick Russell, le Ranger mystique rouge, découvre sa connexion avec Cœur de feu et est capable de fusionner avec lui pour devenir le Dragon de feu du Ranger rouge. Les Rangers Overdrive obtiennent l'une de ses écailles auprès de Toby Slambrook pour l'utiliser afin de renforcer le Gilet Protecteur.
- Le Tribunal de la Magie : Le Tribunal de la Magie est un triade composée de deux sorciers et d'une sorcière qui supervise la magie bienveillante, la magie neutre et la magie noire. Les Rangers mystiques leur demandent d'annuler un souhait formulé par Imperious pour effacer la magie bienveillante, mais ils refusent après avoir appris qu'il reste de la magie dans le monde. Il est révélé plus tard que c'était un test, et ils annulent le souhait après que le Sorcier noir accepte d'annuler le souhait. Le Tribunal de la Magie accorde également aux  Rangers mystiques le pouvoir des Combattants Légendaires afin qu'ils puissent vaincre Fightoe et 50 Below.
- Prince des Neiges (Paolo Rotondo) : Le prince des Neiges est un ancien mystique de glace qui a été le mentor des Grands Guerriers mystiques et de Daggeron. Il transporte Nick Russell et Daggeron dans sa Dimension des Neiges afin d'enseigner à Daggeron une leçon sur un point de vue différent. Il aide également les Rangers mystiques à combattre Megahorn avant que Daggeron n'assimile la leçon donnée par le Prince des Neiges et ne parvienne à le vaincre lors d'un combat. Plus tard, le Prince des Neiges retourne à Root Core pour informer les Rangers mystiques que la Mère mystique est tombée, puis il participe à la bataille finale aux côtés de Claire après qu'elle soit devenue une sorcière à part entière, contribuant une partie de sa magie aux  Rangers mystiques afin qu'ils puissent vaincre Octomus.
- Mère mystique (Machiko Soga) : La Mère mystique est l'Impératrice de toute la Magie Bienveillante et était auparavant connue sous le nom de Rita Repulsa avant d'être purifiée par l'Onde-Z de Zordon. Elle est attaquée par Octomus dans sa tentative de détruire toute la magie bienveillante et est présumée détruite par lui lorsqu'il détruit son château. Cependant, il est révélé qu'elle a survécu à cette attaque en se transformant en énergie, et elle utilise plus tard sa magie pour faire de Claire une sorcière à part entière. Elle encourage les Rangers mystiques à trouver un moyen de détruire Octomus.
- Grands Guerriers mystiques : Les Grands Guerriers mystiques étaient cinq puissants sorciers et sorcières qui ont été formés par le Prince des Neiges. Ils ont tous combattu lors de la Grande Bataille lorsque Octomus a tenté d'envoyer ses armées dans le Monde Humain, et ils ont réussi à arrêter cette armée. Cependant, quatre des cinq Grands Guerriers mystiques perdent la vie lors de la Grande Bataille, et leurs pouvoirs sont transmis aux Rangers mystiques.
- Niella - Gardienne des Portes de l'Outre-Monde (I) (Antonia Prebble) : Niella est la Gardienne des Portes de l'Outre-Monde, la sœur d'Udonna, la Ranger mystique blanche, et la mère de Claire. Elle sacrifie sa vie lors de la Grande Bataille pour refermer les Portes de l'Outre-Monde.

#### Briarwood
- Toby Slambrook (Barnie Duncan) : Toby Slambrook est le propriétaire et le gérant étourdi du Rock Porium, un magasin de disques à Briarwood où travaillent les  Rangers mystiques. Toby est souvent agacé par ses employés qui quittent constamment le travail à des moments aléatoires de la journée, jusqu'à ce qu'il découvre leur identité en tant que  Rangers mystiques. Lors de la bataille finale contre Octomus, il rassemble les habitants de Briarwood afin de contribuer leur magie aux Rangers mystiques pour qu'ils puissent vaincre Octomus. Il continue ensuite de gérer le Rock Porium et entame une relation avec une Necrolai purifiée.
- Piggy (Barnie Duncan) : Piggy est un pauvre extraterrestre qui vient d'arriver sur Terre après y avoir voyagé depuis un autre système stellaire. Il s'installe dans une ruelle sale à Briarwood et se lie d'amitié avec Jenji après que ce dernier quitte Root Core à cause de sa jalousie envers Cœur de feu. Il dit ensuite à Jenji que la solitude est géniale avant de se cacher lorsqu'il entend Madison Rocca, la Ranger mystique bleu.

### Ennemis

#### Les Morlocks
- Octomus / le Maître du Monde Souterrain (John Leigh) : Octomus est une créature semblable à Cthulhu et le Maître du Monde Souterrain, qui envoie ses disciples pour conquérir le Monde de la Surface. Octomus est presque parvenu à s'échapper lui-même du Monde Souterrain lorsque Imperious capture les Rangers mystiques et lui vole leurs pouvoirs de Combattants Légendaires. Cependant, il est stoppé lorsque Leanbow détruit son corps et emprisonne son âme à l'intérieur du sien. Toutefois, Sculpin, le chef des Dix Terreurs, finit par trouver Leanbow et extrait l'âme d'Octomus de son corps. Pour devenir à nouveau corporel, Octomus choisit Matoombo comme hôte et reforme son corps à son image. Après avoir retrouvé un corps, il prend d'abord possession de Nick Russell et l'utilise pour détruire Leanbow en revêtant l'Armure de Koragg. Lorsque cela échoue, il attaque la Mère mystique, (anciennement connue comme Rita Répulsa), et tue Leanbow et Daggeron lorsqu'ils tentent de s'interposer. Après avoir infligé une sévère défaite aux Rangers mystiques, Itassis ressuscitée intervient et le détruit avec un tir de son pistolet. Cependant, il est ressuscité et devient géant, mais est définitivement détruit par les Rangers mystiques lorsqu'ils lui fournissent une source infinie de magie bénéfique.
- Morticon (Andrew Robertt) : Moricon est un général semblable à Frankenstein des Morlocks, qui dirige les armées du Monde Souterrain pour Octomus. En raison de sa force immense, Morticon est incapable de quitter le Monde Souterrain et charge Koragg de trouver un moyen de le libérer. Il réussit pendant un court laps de temps, mais est renvoyé au Monde Souterrain par le Ranger mystique rouge. Morticon finit par trouver un autre moyen de s'échapper du Monde Souterrain en capturant la Gardienne des Portes de l'Outre-Monde et en la forçant à ouvrir la Porte du Monde Souterrain. Il parvient à s'échapper du Monde Souterrain et domine les Rangers mystiques en tant que géant jusqu'à ce qu'il soit détruit par l'attaque mystique du Megazord Titan et la Ranger blanche.
- Necrolai (Donogh Rees) : Necrolai est la Reine des Vampires et une servante de celui qui dirige les forces du Monde Souterrain à l'époque. En tant que Reine des Vampires, Necrolai possède le pouvoir de l'immortalité, étant capable de se ressusciter lorsque le Ranger mystique jaune tente de la détruire avec le Cristal de l'Aube après qu'elle a temporairement transformé la Ranger mystique rose en vampire. Necrolai a une fille qui ressemble à une humaine, prénommée Leelee Pimvare, qui l'aide en tant qu'espionne dans le Monde de la Surface jusqu'à ce qu'elle décide de mener une vie normale en tant qu'humaine. Après la résurrection d'Octomus et la destruction de Itassis par Black Lance, (Lance noire en vf), et Sculpin, Necrolai décide de faire défection vis-à-vis des forces du mal et ressuscite Itassis, ainsi que Daggeron et Leanbow. Cependant, après avoir ressuscité Leanbow et Daggeron, elle est transformée en humaine et entame peu de temps après une relation avec Toby Slambrook.
- Koragg le Chevalier Loup (Geoff Dolan) : Koragg, le Chevalier Loup, est un chevalier loyal au service d'Octomus, le Maître du Monde Souterrain qui est apparu après que le Grand Guerrier mystique, Leanbow, ait été corrompu par Octomus lors de la Grande Bataille. Il est le premier des Morlocks à s'échapper du Monde Souterrain et vole le Sceptre de glace à Udonna après l'avoir vaincue au combat. Il l'utilise pour pénétrer les pensées du Ranger mystique rouge et commencer une rivalité avec lui. Koragg dispose de nombreux tours dans sa manche, étant un combattant habile, un magicien et ayant sous son commandement le Zord, Catastros. Koragg disparaît pendant un court laps de temps après que le Ranger mystique rouge l'ait vaincu en combat et ait endommagé son épée, mais il revient chez les Morlocks après avoir transformé l'épée de Morticon en une nouvelle épée pour lui, ce qui déclenche une rivalité avec Imperious. Il abandonne sa magie pendant un court laps de temps pour prouver sa valeur en tant que guerrier, ce dont Imperious profite en essayant de le détruire ou de le brandir comme traître mais il échoue. Il récupère sa magie auprès de Necrolai finalement, et lors d'une altercation où Imperious utilise des tactiques déloyales pour détruire les Rangers mystiques, il absorbe un virus en raison de sa nature honorable. Cet événement brise lentement l'emprise d'Octomus sur lui, lui rappelant sa véritable identité, Leanbow. L'Armure de Koragg est ensuite utilisée par Nick Russell lorsqu'il est possédé par Octomus.
- Leelee Pimvare (Holly Shanahan) : Leelee Pimvare est la fille de Necrolai et une espionne pour les Morlocks, capable de se lier d'amitié avec les Rangers mystiques grâce à son apparence humaine. Leelee révèle plus tard son identité aux Rangers mystiques après qu'ils ont été capturés par Koragg et lui sont promis en tant qu'animaux de compagnie. Après que Leanbow ait apparemment détruit Octomus, Leelee en a assez du Monde Souterrain et trouve un emploi au Rock Porium. Cependant, les Rangers mystiques ne lui font pas confiance jusqu'à ce qu'elle prouve qu'elle a changé après avoir sauvé Udonna de Hekatoid avec Claire et Phineas. Après la défaite d'Octomus, Leelee entame une relation avec Phineas et vit dans un condo avec sa mère purifiée.
- Imperious (Stuart Devine) : Imperious est un sorcier momifié qui était autrefois un bon sorcier du nom de Calindor, mais qui a fait défection du côté du mal lors de la Grande Bataille. Il a été piégé dans une grotte pendant de nombreuses années jusqu'à ce que Necrolai le trouve et le ramène à Octomus pour renaître en tant qu'Imperious. Il remplace Morticon en tant que chef des Morlocks et, contrairement à Morticon, décide d'utiliser des plans qui nécessitent de l'intelligence plutôt que de la force brute. Il invoque les Monstres Barbares pour mettre en œuvre un plan visant à capturer le génie Jenji, et pendant un court laps de temps, la planète est gouvernée par les Morlocks. Imperious est très avide de pouvoir et désire régner sur le Monde Souterrain, complotant pour se débarrasser d'Octomus pendant un court moment. Après avoir réalisé qu'il ne pourrait jamais y parvenir à cause de Koragg, il décide de gagner les faveurs d'Octomus en volant les pouvoirs de Combattants Légendaires des Rangers mystiques afin qu'Octomus puisse devenir plus fort. Il défie ensuite son ancien rival Daggeron en duel, mais il perd et se transforme lentement en poussière.
- Hidiacs : Les Hidiacs sont des créatures semblables à des zombies utilisées par les Morlocks en tant que soldats de base.
- Styxoïds : Les Styxoïds sont des créatures semblables à des zombies utilisées par les Morlocks pour effectuer de petites tâches ou diriger des armées de Hidiacs.

#### Les Dix Terreurs
- Magma (Greg Smith) : Magma est un membre des Dix Terreurs avec un thème de la lave et le premier choisi par la Pierre du Jugement pour attaquer le Monde de la Surface. Il prévoyait d'utiliser ses flammes pour engloutir le Monde de la Surface, mais il est gravement affaibli par une attaque de la Ranger mystique bleu. Avant que Magma ne puisse affronter les Rangers mystiques sous sa forme géante, il perd le jeu qu'il a commencé et est détruit par Sculpin.
- Oculous (Andrew Laing) : Oculous est un membre des Dix Terreurs avec un thème de cyclope/tireur d'élite et le deuxième choisi par la Pierre du Jugement. Oculous est un tireur d'élite hors pair qui réussit à capturer tous les Rangers mystiques, sauf le Ranger mystique rouge. Après que le Ranger mystique rouge ait découvert sa connexion avec Cœur de feu, il est détruit par le Dragon de feu du Ranger rouge.
- Serpentina (Sally Stockwell) : Serpentina est un membre des Dix Terreurs avec un thème de gorgone et elle découvre plus tard en espionnant Necrolai qui possédait le Livre des Prophéties qu'elle serait la troisième choisie par la Pierre du Jugement. Elle envoie Hekatoid pour empêcher le Ranger mystique rouge et la Ranger mystique rose de se transformer afin de prendre un avantage précoce. Après avoir été choisie par la Pierre du Jugement, elle libère ses serpents sur Briarwood, provoquant la pétrification. Après avoir réussi à manger quatre des Rangers mystiques sous sa forme de serpent, elle tente de faire de même avec les autres, mais Itassis leur redonne la capacité de se transformer, et elle est vaincue par le Dragon de feu du Ranger rouge. Elle reprend sa taille naturelle de géante mais est détruite par le Megazord Manticore.
- Megahorn (Dallas Barnett) : Megahorn est un membre des Dix Terreurs avec un thème de dragon et l'un des plus puissants. Il devient très impatient lorsqu'il s'agit des Règles des Ténèbres, allant jusqu'à les enfreindre à un moment donné en affrontant le Chevalier Solaris avant son tour d'attaquer le Monde de la Surface. Finalement, il est choisi comme quatrième par la Pierre du Jugement pour attaquer le Monde de la Surface et est défié par le Prince des Neiges après avoir réalisé que les Rangers mystiques ont besoin de son aide. Après les avoir vaincus dans la Dimension du Prince des Neiges, il est défié à un combat en tête-à-tête par le Chevalier Solaris, qu'il perd finalement car le Chevalier Solaris réussit à trouver son point faible. Après cela, il reprend sa taille naturelle de géant et est aidé par Black Lance pour détruire les Rangers mystiques, mais cela ne lui sert à rien car il est détruit par le Megazord solaire.
- Hekatoid (Charlie McDermott) : Hekatoid est un membre des Dix Terreurs avec un thème de crapaud. Il est d'abord recruté par Serpentina pour lui donner un avantage lorsqu'elle est choisie pour attaquer le Monde de la Surface en empêchant le Ranger mystique rouge et la Ranger mystique rose de se transformer. Lorsque Udonna atteint le Lac des Lamentations, il la capture avant d'être choisi comme cinquième par la Pierre du Jugement pour attaquer le Monde de la Surface. Après avoir été choisi, Hekatoid prévoit d'utiliser ses grenouilles empoisonnées pour envahir le Monde de la Surface et tente de détruire les Rangers mystiques avec une armée de Hidiacs, de Styxoïds et de clones maléfiques des Rangers mystiques. Ses plans échouent cependant lorsque Udonna est libérée et retrouve ses pouvoirs pour congeler les grenouilles empoisonnées. Il affronte ensuite les Rangers mystiques lui-même, mais est détruit par eux et la Ranger mystique blanc qui combinent leur magie.
- Matoombo (Cameron Rhodes) : Matoombo est un membre des Dix Terreurs avec un thème de titan. Il accompagne Gekkor et Sculpin pour récupérer l'âme d'Octomus à partir de Leanbow. Après avoir récupéré l'âme d'Octomus, il est choisi comme sixième par la Pierre du Jugement pour attaquer le Monde de la Surface et prévoit de détruire ce dernier en utilisant une boule d'électricité pour causer une dévastation totale. Cependant, après avoir parlé à la Ranger mystique rose, il a un changement de cœur et décide d'éteindre la boule d'électricité. Peu après, Matoombo est choisi comme hôte d'Octomus et décide de se rendre dans la Dimension de l'Aube pour y dormir éternellement, empêchant ainsi la résurrection d'Octomus. Cependant, Sculpin l'y devance et le tue pour permettre à Octomus d'utiliser son corps pour se ressusciter. Après la destruction d'Octomus, Matoombo est mystérieusement ressuscité et on le voit pour la dernière fois en train de jouer de la musique avec Vida Rocca au Rock Porium.
- Gekkor (Mark Ferguson) : Gekkor est un membre des Dix Terreurs inspiré du wyverne, qui explique les Règles des Ténèbres à Necrolai. Plus tard, il accompagne Matoombo et Sculpin pour obtenir l'âme d'Octomus à partir de Leanbow. Après la défection de Matoombo des Dix Terreurs, on lui confie la tâche de capturer Matoombo afin qu'Octomus puisse utiliser son corps pour renaître. Cependant, il échoue dans cette mission et est détruit par le Guerrier Loup.
- Itassis (Josephine Davidson) : Itassis est un membre des Dix Terreurs inspiré de la sphinx, dont la tâche est de veiller à ce que les Règles des Ténèbres ne soient pas enfreintes, même si cela signifie aider les Rangers mystiques. Itassis aspire à la connaissance plutôt qu'au pouvoir, au point d'aider les Rangers mystiques en échange de réponses sur la façon dont ils parviennent à les vaincre. Après avoir été personnellement choisie par Octomus pour déchaîner sa colère sur le Monde de la Surface, elle commence à remettre en question son existence et est détruite par Black Lance et Sculpin après ne pas avoir accompli les souhaits d'Octomus. Elle est ramenée à la vie par Necrolai après avoir fait preuve de gentillesse envers elle, et elle aide les Rangers mystiques à détruire Octomus une fois pour toutes. Après la destruction définitive d'Octomus, on la voit pour la dernière fois parler avec Daggeron de courage.
- Black Lance (Derek Judge) : Black Lance, (Lance noire en vf), est un membre des Dix Terreurs inspiré du chevalier et le second en commandement après Sculpin. Black Lance affronte d'abord les Rangers mystiques pendant que Megahorn les combat, utilisant ses chars pour les mettre en difficulté jusqu'à ce que Leanbow intervienne et le téléporte ailleurs. Après la résurrection d'Octomus, il affronte une dernière fois les Rangers mystiques, mais ils le détruisent en combinant leurs pouvoirs.
- Sculpin (Peter Daube) : Sculpin est un membre des Dix Terreurs inspiré du monstre à branchies et le chef des Dix Terreurs chargé de faire revivre Octomus par tous les moyens nécessaires. Après avoir appris que l'âme d'Octomus est détenue par Leanbow, il tente de récupérer l'âme d'Octomus et y parvient avec l'aide de Gekkor et Matoombo. Une fois qu'Octomus est ressuscité, Sculpin réussit à capturer Udonna, mais cela ne dure pas longtemps car Itassis, ressuscitée, le détruit d'un coup de son pistolet blaster.

## Armes
- Morphers mystiques ◆◆◆◆◆ : Les Morphers mystiques sont à l'origine des baguettes magiques transformées en dispositifs semblables à des téléphones portables et sont les outils nécessaires pour se transformer en Ranger mystique. Ils sont également utilisés par les Rangers mystiques pour pratiquer la magie en entrant un code de sort spécifique.

| Code      | Incantation         | Effet                                                                                       |
| --------- | ------------------- | ------------------------------------------------------------------------------------------- |
| 123       | Supra Mysto Ranger  | Sort de Métamorphose                                                                        |
| 129       | Supra Mysto Aérotan | Invocation des Jets mystiques. Ce sort transforme un balai en Jet mystique                  |
| 124       | Supra Mysto Motro   | Invocation des Jets mystiques. De plus, ce sort transforme un Jet mystique en Moto mystique |
| 125 & 107 | Supra Mysto Prifior | Se transformer en Titans mystiques                                                          |
| 106       | Supra Néramax Unios | Combinaison de quatre Titans mystiques en Dragon de feu                                     |
| 126       | Supra Mysto Unios   | Combinaison de tous les cinq Titans mystiques en Megazord Titan                             |
| 883       | Tryn Tryn Ranger    | Invocation des Combattants de la Force mystique                                             |
| 10        | Supra Néramax       | Sort de "Muscles mystiques" de Xander                                                       |
| 120       | Supra Mysto Néramax | Transformer un Ranger en Combattant Légendaire                                              |
| 086       | Neramax Tryn Unios  | Sort personnel de Xander "Combattants de la Force mystique"                                 |

- Baguette d'Udonna : La baguette d'Udonna est utilisée par elle pour lancer des sorts magiques. Elle l'utilise également pour se transformer en Ranger mystique blanc.
- Morpher solaire : Le Morpher solaire est l'outil nécessaire pour se transformer en Chevalier Solaris.
- Morpher Légendaire : Le Morpher Légendaire est l'outil nécessaire à Nick Russell pour se transformer en Dragon de feu du Ranger rouge.
- Morpher du Loup : Le Morpher du Loup est l'outil nécessaire à Leanbow pour se transformer en Guerrier Loup.
- Xénotome : Le Xénotome est un ancien livre de sorts utilisé par les Rangers mystiques pour débloquer des sorts afin de combattre les Morlocks.
- Sceptres magiques ◆◆◆◆◆ : Les Sceptres magiques sont des armes magiques semblables à des sceptres utilisées par les Rangers mystique. Ils sont également utilisés pour lancer des sorts magiques afin de combattre les Morlocks.
  - Sceptre magique rouge - Mode Épée : Le Sceptre magique rouge peut se transformer en une arme en forme d'épée appelée Sceptre magique rouge - Mode Épée.
  - Sceptre magique jaune - Mode Arbalète : Le Sceptre magique jaune peut se transformer en une arme en forme d'arbalète appelée Sceptre magique jaune - Mode Arbalète.
  - Sceptre magique vert - Mode Hache : Le Sceptre magique vert peut se transformer en une arme en forme de hache appelée Sceptre magique vert - Mode Hache.

- Sceptre de glace : Le Sceptre de glace est une arme magique en forme de bâton utilisée par la Ranger mystique blanc. Le Sceptre de glace est volé par Koragg lors d'un combat, ce qui empêche Udonna de se transformer en Ranger mystique blanc jusqu'à ce qu'il lui soit rendu par Leelee Pimvare.
- Combattants de la Force mystique ◆◆◆ : Les Combattants de la Force mystique sont des armes en forme de gants de boxe utilisées par les Rangers mystiques masculins.
- Lampe Laser : La Lampe Laser est une lampe magique dans laquelle Daggeron enferme Jenji pour le protéger d'être consumé par les ténèbres. Elle est également utilisée comme une arme de type pistolet par le Chevalier Solaris.
- Sceptres du Lion mystique ◆◆◆◆◆ : Le Sceptre du Lion mystique est une arme magique en forme de bâton rotatif représentant un lion, utilisée par les Rangers mystiques lorsqu'ils sont en Mode Combattant Légendaire.
  - Sceptre du Lion mystique - Mode Arbalète : Le Ranger mystique jaune peut transformer son Sceptre du Lion mystique en une arme en forme d'arbalète appelée Sceptre du Lion mystique - Mode Arbalète.

- Épée du feu : L'Épée du feu est une arme en forme d'épée utilisée par le Guerrier Loup.
- Bouclier du feu : Le Bouclier des Ténèbres se transforme en Bouclier du feu lorsque Leanbow devient le Guerrier Loup.
- Pouvoir du Vent : La Ranger mystique rose peut faire pousser des ailes de papillon géantes et les utiliser pour repousser ses adversaires.
- Muscles mystiques : Les Muscles mystiques est une augmentation de puissance musculaire qui renforce la force du Ranger mystique vert.
- Combattant Légendaire ◆◆◆◆◆ : Le Mode Combattant Légendaire est un mode surpuissant accordé aux Rangers mystiques par le Tribunal de la Magie qui amplifie leur magie à son maximum.
  - Combattant Légendaire rouge : Le Mode Combattant Légendaire est un mode renforcé accordé au Ranger mystique rouge par le Tribunal de la Magie, qui décuple sa magie à son maximum.
  - Combattant Légendaire jaune : Le Mode Combattant Légendaire est un mode renforcé accordé au Ranger mystique jaune par le Tribunal de la Magie, qui décuple sa magie à son maximum.
  - Combattant Légendaire bleu : Le Mode Combattant Légendaire est un mode renforcé accordé à la Ranger mystique bleu par le Tribunal de la Magie, qui décuple sa magie à son maximum.
  - Combattant Légendaire rose : Le Mode Combattant Légendaire est un mode renforcé accordé à la Ranger mystique rose par le Tribunal de la Magie, qui décuple sa magie à son maximum.
  - Combattant Légendaire vert : Le Mode Combattant Légendaire est un mode renforcé accordé au Ranger mystique rouge par le Tribunal de la Magie, qui décuple sa magie à son maximum.

- Mode mystique ancestral ◆◆ : Le Mode mystique ancestral est une forme surpuissante semblable à celle d'un monstre utilisée par certains guerriers lors de la Grande Bataille.
  - Mode mystique ancestral - Daggeron : Daggeron peut prendre cette forme semblable à un monstre pour combattre les Morlocks.
  - Mode mystique ancestral - Leanbow : Leanbow peut prendre cette forme semblable à un monstre pour combattre les Morlocks.

- Dragon de feu du Ranger rouge : Le Dragon de feu du Ranger rouge est une puissante armure utilisée par le Ranger mystique rouge lorsqu'il se combine avec Cœur de feu.
- Jets mystiques ◆◆◆◆◆ : Les Jets mystiques sont des véhicules similaires à des balais de course conduits par les Rangers mystiques.
  - Jet mystique rouge : Le Jet mystique rouge est un véhicule semblable à un balai volant utilisé par le Ranger mystique rouge.
    - Moto mystique rouge : Le Jet mystique rouge peut se transformer en un véhicule similaire à une moto appelé Moto mystique rouge.

  - Jet mystique jaune : Le Jet mystique jaune est un véhicule semblable à un balai volant utilisé par le Ranger mystique jaune.
  - Jet mystique bleu : Le Jet mystique bleu est un véhicule semblable à un balai volant utilisé par la Ranger mystique bleu.
  - Jet mystique rose : Le Jet mystique rose est un véhicule semblable à un balai volant utilisé par la Ranger mystique rose.
  - Jet mystique vert : Le Jet mystique vert est un véhicule semblable à un balai volant utilisé par le Ranger mystique vert.

- Tapis volant : Le Tapis volant est utilisé par Daggeron pour se déplacer d'un endroit à un autre.

## Zords

### Titans mystiques
- Phénix mystique : Le Phénix mystique est un Zord humanoïde semblable à un phénix dans lequel le Ranger mystique rouge se transforme lors des combats géants.
- Aigle Royal mystique : L'Aigle Royal est un Zord humanoïde semblable à un aigle royale dans lequel le Ranger mystique jaune se transforme lors des combats géants.
- Sirène mystique : La Sirène mystique est un Zord humanoïde semblable à une sirène dans lequel la Ranger mystique bleu se transforme lors des combats géants.
- Esprit mystique : L'Esprit mystique est un Zord humanoïde semblable à une fée dans lequel la Ranger mystique rose se transforme lors des combats géants.
- Minotaure mystique : Le Minotaure mystique est un Zord humanoïde semblable à un minotaure dans lequel le Ranger mystique vert se transforme lors des combats géants.

### Catastros
- Catastros : Catastros est un puissant cheval qui a été emmené dans les profondeurs des Enfers par Octomus avant la Grande Bataille. Catastros peut se combiner avec Koragg pour former le Megazord du Loup Centaure, et peut également se combiner avec le Ranger mystique rouge pour former le Megazord Centaure Phénix.

### Train solaire
- Train solaire : Le Train solaire est un Zord en forme de train piloté par le Chevalier Solaris.

### Animaux légendaires
- Oiseau de feu mystique : L'Oiseau de feu mystique est un Zord semblable à un oiseau de feu dans lequel le Ranger mystique rouge se transforme lors des combats géants en Mode Combattant Légendaire.
- Lion mystique ◆◆◆◆ : Le Ranger mystique jaune, la Ranger mystique bleu, la Ranger mystique rose et le Ranger mystique vert peuvent se transformer en un Zord semblable à un lion appelé le Lion mystique lorsqu'ils sont en Mode Combattant Légendaire.

### Petite Étoile
- Petite Étoile : Le Ranger mystique rouge se voit confier Petite Étoile pour l'utiliser au combat après que ses pouvoirs de Combattant Légendaire ont été volés.

## Megazords
- Dragon de feu ◆◆◆◆ : L'Aigle Royal mystique, la Sirène mystique, l'Esprit mystique et Le Minotaure mystique peuvent se combiner les uns avec les autres pour former le Dragon de feu.
- Megazord Titan ◆◆◆◆◆ : Les Titans mystiques peuvent se combiner les uns avec les autres pour former le Megazord Titan.
- Megazord du Loup Centaure ◆◆ : Koragg peut se combiner avec Catastros pour former un mode Centaure et le Megazord du Loup Centaure.
- Megazord Centaure Phénix ◆◆ : Le Ranger mystique rouge peut se combiner avec Catastros pour former le Megazord Centaure Phénix.
- Megazord solaire : Le Train solaire peut voyager à travers les dimensions et se transformer en une forme humanoïde connue sous le nom de Megazord solaire.
- Megazord Manticore ◆◆◆◆◆ : L'Oiseau de feu mystique et le Lion mystique peuvent se combiner l'un avec l'autre pour former le Megazord Manticore.
- Phénix Unizord ◆❖ : Le Ranger mystique rouge peut se combiner avec Petite Étoile pour former le Phénix Unizord.

## Épisodes de la quatorzième saison (2006)
| Saison | Saison | Épisodes | États-Unis      | États-Unis       | France | France |
| Saison | Saison | Épisodes | Début           | Fin              | Début  | Fin    |
| ------ | ------ | -------- | --------------- | ---------------- | ------ | ------ |
|        | 14     | 32       | 20 février 2006 | 13 novembre 2006 | 2007   | NC     |

## Autour de la série
- Peta Rutter, qui joue le rôle d'Udonna, est morte le 20 juillet 2010, des suites d'un cancer.
- Dans la VF, l'animal représentatif du Ranger jaune est différent de la VO, ce n'est plus un Garuda, mais un Aigle royal, choisit en référence à Power Rangers : Force animale, mais qui n'a plus rien à voir avec un animal mystique.